# Рутали
Рутали (фр. Rutali, корс. Rutali) — коммуна во Франции, находится в регионе Корсика. Департамент коммуны — Верхняя Корсика. Входит в состав кантона Верхний Неббио. Округ коммуны — Бастия.
Код INSEE коммуны — 2B265.

## Население
Население коммуны на 2008 год составляло 322 человека.
| 1962 | 1968 | 1975 | 1982 | 1990 | 1999 | 2008 |
| ---- | ---- | ---- | ---- | ---- | ---- | ---- |
| 178  | 198  | 194  | 181  | 222  | 247  | 322  |

## Экономика
В 2007 году среди 198 человек в трудоспособном возрасте (15—64 лет) 134 были экономически активными, 64 — неактивными (показатель активности — 67,7 %, в 1999 году было 63,2 %). Из 134 активных работали 115 человек (68 мужчин и 47 женщин), безработных было 19 (7 мужчин и 12 женщин). Среди 64 неактивных 15 человек были учениками или студентами, 23 — пенсионерами, 26 были неактивными по другим причинам.